# عباس الثالث
عباس الثالث (بالفارسية: شاه عباس سوم) (يناير 1732 – فبراير 1740) كان ابن الشاه طهماسب الثاني و البكة شاهبوري من السلالة الصفوية. بعد تنحية والده بأمر من نادر خان (نادر شاه في المستقبل) أصبح الرضيع عباس الحاكم الاسمي لإيران يوم 7 سبتمبر 1732. نادر خان، الذي كان الحاكم الفعلي للبلاد، وله منصب نائب الشاه والولي. أطاح بعباس الثالث في مارس 1736، عندما عين نادر خان نفسه كشاه وتلقب بنادر شاه. تعتبر هذه النهاية الرسمية للسلالة الصفوية. وأرسل عباس للانضمام إلى والده في السجن في سبزوار، خراسان.
في 1738،خرج نادر شاه على راس حملة لأفغانستان والهند، وترك ابنه رضا كولي ميرزا لحكم مملكته في غيابه. سماع شائعات بأن والده قد مات، جعلت رضا يستعد لتولي الحكم. وفقا للتوثيق الرسمي، محمد حسين خان قاجار، الذي كان قد عهد إليه الإشراف على عباس ووالده طهماسب في الأسر، حذر رضا أن سكان المدينة من سبزوار سوف يقومون بثورة، فيحررون طهماسب الثاني ويضعونه على العرش مرة أخرى بعد سماع خبر وفاة نادر شاه. أعطى رضا أوامره لمحمد حسين قاجار لأعدام طهماسب وأبنائه لإحباط الثورة. محمد حسين خنق طهماسب، وقطع الطفل عباس بسيفه وشقيقه إسماعيل قتل أيضا. وفقا لمايكل أكسوورثي، والذي يرجع تاريخ هذه الأحداث يجدها متضاربة، لكنها ربما وقعت في مايو أو يونيو 1739. مصادر أخرى (موسوعة إيرانيكا، لوكهارت) تفضل 1740.